# Denis & Denis
Denis & Denis – jugosłowiański i chorwacki zespół muzyczny z Rijeki, założony w 1982 roku.

## Historia
Grupa została założona w 1982 roku przez Davora Toljiego i Marinę Perazić. Początkowo nosiła nazwę Toljina funk-selekcija i była grupą rockową. W tym samym roku została zmieniona nazwa na Denis & Denis. W 1983 roku grupa nagrała demo, które odniosło sukces i w 1984 roku został nagrany pierwszy album Čuvaj Se!, na którym znajdowało się wiele nagrań pochodzących z dema. Płyta została uznana przez jugosłowiański magazyn „Rock” za najlepszą jugosłowiańską płytę w 1984 roku. W 1988 został nagrany album Budi Tu bez udziału Mariny Perazić, lecz z udziałem Edi'ego Kraljicia, który wcześniej okazjonalnie występował w grupie. W 2013 roku grupa wznowiła działalność z nową wokalistką – Ruby Montaneri Knez.

## Dyskografia

### Albumy
- Čuvaj Se! (1984)
- Ja Sam Lažljiva (1985)
- Budi Tu (1988)
- Restart (2013)

### Single
- Program Tvog Kompjutera / Noć (1984)
- Oaze Snova (1986)
- Bengalski Tigar / Bio Sam Dijete (1988)